# 皮奥伊州大坎波
皮奥伊州大坎波（葡萄牙語：Campo Grande do Piauí）是巴西皮奥伊州的一个市镇。总面积291.581平方公里，总人口5645人，人口密度19.4人/平方公里。